# التهاب مثانة تكيسي
التهاب المثانة التكيسي مرض التهابي تفاعلي مزمن غير شائع يُعتقد أنه ناجم عن ورم أو حصى أو عدوى أو انسداد في الظهارة البولية (الانتقالية). التهاب المثانة الغدي حالة مترقية تكاثرية لالتهاب المثانة التكيسي تتميز بحؤول غدي ظهاري بولي.

## العلامات والأعراض
تعد أعراض التهاب المثانة التكيسي والأمراض المرتبطة به غير محددة. قد تظهر على المرضى أعراض مبهمة تشبه أعراض العديد من الأمراض والاضطرابات البولية الأخرى. تشمل الأعراض الألم فوق العانة أو حول الشرج والبول الدموي واحتباس البول وأعراض الجهاز البولية السفلية مثل اللإفراغ غير المكتمل والإلحاح البولي والتكرار البولي وأعراض انسداد المجاري البولية.

## الأسباب
رغم أن العديد من الأفراد المصابين يشتركون في حالات التهيج المزمن أو العدوى أو الالتهاب، يبقى السبب الدقيق لالتهاب المثانة التكيسي غير معروف. تشمل الأسباب المحتملة عدوى الجهاز البولي المزمن والقسطرة المستقرة والتهيج الميكانيكي وانسداد مخرج المثانة المزمن والمثانة العصبية. غالبًا ما ترتبط التغيرات في الغشاء المخاطي للمثانة الناتجة عن التهاب المثانة التكيسي المنتشر بالإكشاف المثاني.

## التشخيص
يتم إجراء العد الدموي الشامل واختبارات الوسائط الالتهابية وتحليل البول واختبار وظائف الكلى بشكل شائع. بشكل خاص، يعد تحليل البول ضروريًا لتحديد وجود عدوى الجهاز البولي أو وجود دم في البول، ويجب إجراؤه قبل البدء بأي مضاد حيوي.
قد تتراوح نتائج تنظير المثانة لالتهاب المثانة التكيسي من وجود كيسة أو كتلة كبيرة في المثانة إلى مظهر غير ملحوظ بشكل أساسي. من ناحية أخرى، عادةً ما يظهر المرض على شكل عدة كيسات صغيرة شفافة تحت الغشاء المخاطي، وتقع بشكل رئيسي في عنق المثانة ومثلثها. يمكن ملاحظة احتقان أو سماكة أو شذوذ أو عقيدات متعددة أو كتلة سليلية نابتة في الغشاء المخاطي للمثانة. نظرًا لأن التهاب المثانة التكيسي يملك سمات تنظيرية وإشعاعية غير حاسمة، عادةً ما تؤخذ خزعة متزامنة من الآفة ومناطق التغيرات المخاطية.
إحدى الطرق الموثوقة وغير الجراحية للمساعدة في تشخيص التهاب المثانة التكيسي هي التصوير بالموجات فوق الصوتية (تخطيط الصدى). يعد هذا الإجراء مفيدًا في حالات عدوى الجهاز البولي المتكررة لأنه يقيس سمك جدار المثانة. وجدت إحدى الدراسات أنه، على النقيض من عدوى الجهاز البولي البسيطة المتكررة، والتي عادةً ما يكون سمك جدار المثانة فيها أقل من 3 مم، يتميز التهاب المثانة التكيسي بسمك في جدار المثانة يتجاوز 3 مم.
لإجراء تقييم شامل للجهاز البولي التناسلي، يُستخدم التصوير المقطعي المحوسب للجهاز البولي مع أو بدون وسائط التباين. يمكنه الكشف عن الآفات الموجودة في المثانة والتي تكون كبيرة بما يكفي لرؤيتها، وقياس سمك جدار المثانة والبحث عن آفات إضافية قد تكون مصدرًا للبول الدموي. قد يظهر التهاب المثانة التكيسي على جهاز التصوير بالأشعة المقطعية على شكل مجموعة من العيوب الحشوية الصغيرة المستديرة في جدار المثانة والتي يتراوح حجمها من 2 حتى 5 ملم. قد تظهر الآفات أحيانًا أيضًا على شكل كتلة كبيرة تشبه الورم.

## العلاج
نظرًا لأن تحديد السبب الدقيق لالتهاب المثانة التكيسي أمر صعب، يكون العلاج معقدًا. بعد تأكيد التشخيص، تشمل الدعائم الأساسية للعلاج إزالة العوامل المهيجة وتدبير الأعراض واستخدام المضادات الحيوية والوقاية الكيميائية، وفي حالة عدم فعالية التدابير غير الدوائية، التدخل الجراحي.

## الآفاق
رغم أن المسار السريري الدقيق لالتهاب المثانة التكيسي غير معروف، قد يتراجع الالتهاب المرتبط بالتهاب المثانة إذا أُزيل المصدر المهيج. قد تختفي التغيرات المخاطية إذا عولجت عدوى الجهاز البولي بشكل فعال أو استُخدمت أساليب للوقاية منها.